# Hernán Pérez
Hernán Arsenio Pérez González (* 25. Februar 1989 in Fernando de la Mora, Paraguay) ist ein paraguayischer Fußballspieler.

## Karriere
Hernán Pérez wechselte im Jahr 2009 vom Tacuary Fútbol Club zum spanischen Verein FC Villarreal. Sein erstes Pflichtspiel bestritt er im Viertelfinale der UEFA Europa League gegen den FC Twente Enschede. Sein erstes Tor für Villarreal erzielte er am 1. Oktober 2011 im Spiel gegen Real Saragossa in der Primera División.
Im Januar 2014 wurde Pérez zum griechischen Rekordmeister Olympiakos Piräus verliehen. Dort wurde er griechischer Meister und schied mit der Mannschaft im Pokalhalbfinale gegen PAOK Saloniki aus. Auch in der Champions League schied man gegen Manchester United aus. Nach der Saison kehrte er nach Villarreal zurück.
Im Januar 2015 wurde Pérez an den spanischen Zweitligisten Real Valladolid verliehen.
Nach Ende der Leihe spielte er ab der Saison 2015/16 beim Erstligisten Espanyol Barcelona. Am 12. Januar 2018 gab der Klub Deportivo Alavés Pérez’ Verpflichtung auf Leihbasis bekannt. Im Sommer kehrte Pérez zu Espanyol Barcelona zurück. 2019 wechselte er zum Al-Ahli SC nach Katar. Für den Erstligisten bestritt er 40 Ligaspiele. Von Januar 2022 bis Juli 2022 war er vertrags- und vereinslos. Am 1. August 2022 unterschrieb er in Brasilien einen Vertrag beim Coritiba FC. Mit dem Verein aus Curitiba spielt in der ersten Liga, der Série A.

## Erfolge
Olympiakos Piräus
- Griechischer Meister: 2013/14